# قرار مجلس الأمن التابع للأمم المتحدة رقم 638
موضوع القرار: مسألة أخذ الرهائن الاختطاف.
تاريخ اتخاذ القرار: 31 يوليو 1989
أعضاء مجلس الأمن أثناء اتخاذ القرار: الإتحاد السوفياتي, أثيوبيا, البرازيل, الجزائر, السنغال, الصين, فرنسا, فنلندا, كندا, كولومبيا,ماليزيا, المملكة المتحدة, نيبال, الولايات المتحدة, يوغوسلافيا

## وصلات خارجية
- الصفحة الرئيسية لموقع الأمم المتحدة على الشبكة
- موقع الأمم المتحدة باللغة العربية
- الهيكل التنظيمي لمنظومة الأمم المتحدة